# Asyndetus mixtus
Asyndetus mixtus är en tvåvingeart som beskrevs av Negrobov och Igor Shamshev 1986. Asyndetus mixtus ingår i släktet Asyndetus och familjen styltflugor.
Artens utbredningsområde är Turkmenistan. Inga underarter finns listade i Catalogue of Life.